# Officer McCue
Officer McCue è un cortometraggio muto del 1909. Il nome del regista non viene riportato nei credit del film.

## Trama
McCue, un agente addetto al traffico, salva una ragazza da un cavallo imbizzarrito, ma resta ferito e viene portato in ospedale dove la ragazza, accompagnata dal padre, un ricco banchiere, gli fa visita per ringraziarlo. Qualche settimana più tardi, McCue rientra in servizio. Durante i suoi giri per le strade, incappa in due tipi sospetti. La sua intuizione lo porta ad arrestare da solo i ladri dopo averli seguiti fino al loro covo. Tra il bottino recuperato si trova una collana di perle che viene restituita alla sua proprietaria. McCue, promosso a sergente, scopre che la collana appartiene alla ragazza che lui aveva salvato. Tra i due, che si sono ritrovati, nasce un dolce sentimento: il padre della giovane, rendendosi conto del loro amore, accetta McCue come genero.

## Produzione
Il film fu prodotto dalla Lubin Manufacturing Company.

## Distribuzione
Distribuito dalla Lubin Manufacturing Company, il film - un cortometraggio della lunghezza di 212 metri - uscì nelle sale cinematografiche statunitensi il 24 maggio 1909. Nelle proiezioni, veniva programmato con il sistema dello split reel, accorpato in un'unica bobina con un altro cortometraggio prodotto dalla Lubin, la commedia Mr. Inquisitive.